# Archiv der Max-Planck-Gesellschaft
Das Archiv der Max-Planck-Gesellschaft (Name bis 2006: Archiv zur Geschichte der Max-Planck-Gesellschaft) ist ein 1975 gegründetes Archiv im Berliner Ortsteil Dahlem. Es hat die Aufgabe, die Akten zweier Forschungsorganisationen zentral zu sichern, zu sammeln und zu erschließen: die der 1948 gegründeten Max-Planck-Gesellschaft (MPG) sowie ihrer Vorgängereinrichtung, der 1911 gegründeten Kaiser-Wilhelm-Gesellschaft (KWG).

## Sammlungsschwerpunkte
Eine zentrale Aufgabe ist die Übernahme und Sicherung der Materialien von wissenschaftlichen Instituten, Abteilungen, Forschungsstellen oder Arbeitsgruppen, die nicht mehr fortgeführt werden. Neben den Materialien der beiden Forschungsorganisationen liegt ferner ein Sammlungsschwerpunkt bei den Nachlässen hervorragender Persönlichkeiten, die in einer der beiden Einrichtungen tätig waren. Dazu zählen Nobelpreisträger wie Carl Bosch, Walther Bothe, Adolf Butenandt, Peter Debye, Otto Hahn, Richard Kuhn, Max von Laue, Feodor Lynen, Ernst Ruska und Otto Warburg. Ergänzt wird dieser Bestand durch Sammlungen, beispielsweise zu Albert Einstein, Fritz Haber, Max Planck und Lise Meitner. Ebenfalls im Archiv befinden sich wissenschaftshistorische Materialien und Nachlässe aus der Zeit des Nationalsozialismus, so etwa der Nachlass von Otmar Freiherr von Verschuer. Die Bibliothek des Archivs sammelt darüber hinaus Literatur zur allgemeinen Wissenschaftsgeschichte des 19. und 20. Jahrhunderts.

## Abteilungen
Das Archiv gliedert sich in folgende Abteilungen:
I.00 Akten der Kaiser-Wilhelm-Gesellschaft zur Förderung der Wissenschaften

II. 0 Akten der Max-Planck-Gesellschaft zur Förderung der Wissenschaften

III.0 Nachlässe

IV.0 Karten und Pläne

V. 0 Archivische Sammlungen und Selekte

VI.0 Bildersammlung

VII.0Film- und Schallarchiv

IX.0 Dokumentation

## Publikationen
Das Archiv veröffentlicht mehrere Schriftenreihen, darunter seit 1988 die Veröffentlichungen aus dem Archiv der Max-Planck-Gesellschaft, die bis 2011 21 Bände umfassen. Zwischen 1996 und 2007 erschienen in 13 Bänden die Dahlemer Archivgespräche, die Dokumentation eines jeden Jahres im Archiv organisierten Symposiums zu Themen aus der Wissenschaftsgeschichte.
Am Archiv erarbeitet wurden unter anderem drei umfangreiche Dokumentationen zur Geschichte der Max-Planck-Gesellschaft:
- Eckart Henning, Marion Kazemi: Chronik der Kaiser-Wilhelm-, Max-Planck-Gesellschaft zur Förderung der Wissenschaften: 1911–2011; Daten und Quellen. (= 100 Jahre Kaiser-Wilhelm-, Max-Planck-Gesellschaft zur Förderung der Wissenschaften. Teil 1). Duncker & Humblot, Berlin 2011, ISBN 978-3-428-13623-0.
- Eckart Henning, Marion Kazemi: Chronik der Max-Planck-Gesellschaft zur Förderung der Wissenschaften: 1948–1998. (= 50 Jahre Max-Planck-Gesellschaft zur Förderung der Wissenschaften. Teil 1). mit einem Geleitwort des Präsidenten der Max-Planck-Gesellschaft Hubert Markl. Duncker & Humblot, Berlin 1998, ISBN 3-428-09068-3.
- Wissenschaftliche Mitglieder der Max-Planck-Gesellschaft zur Förderung der Wissenschaften im Bild. (= 50 Jahre Max-Planck-Gesellschaft zur Förderung der Wissenschaften. Teil 2). (Zusammengestellt von Eckart Henning und Dirk Ullmann, unter Mitarbeit von Marion Kazemi. Mit einem Geleitwort des Vorsitzenden des Wissenschaftlichen Rates Wolf Singer.) Duncker & Humblot, Berlin 1998, ISBN 3-428-09068-3.

## Standorte

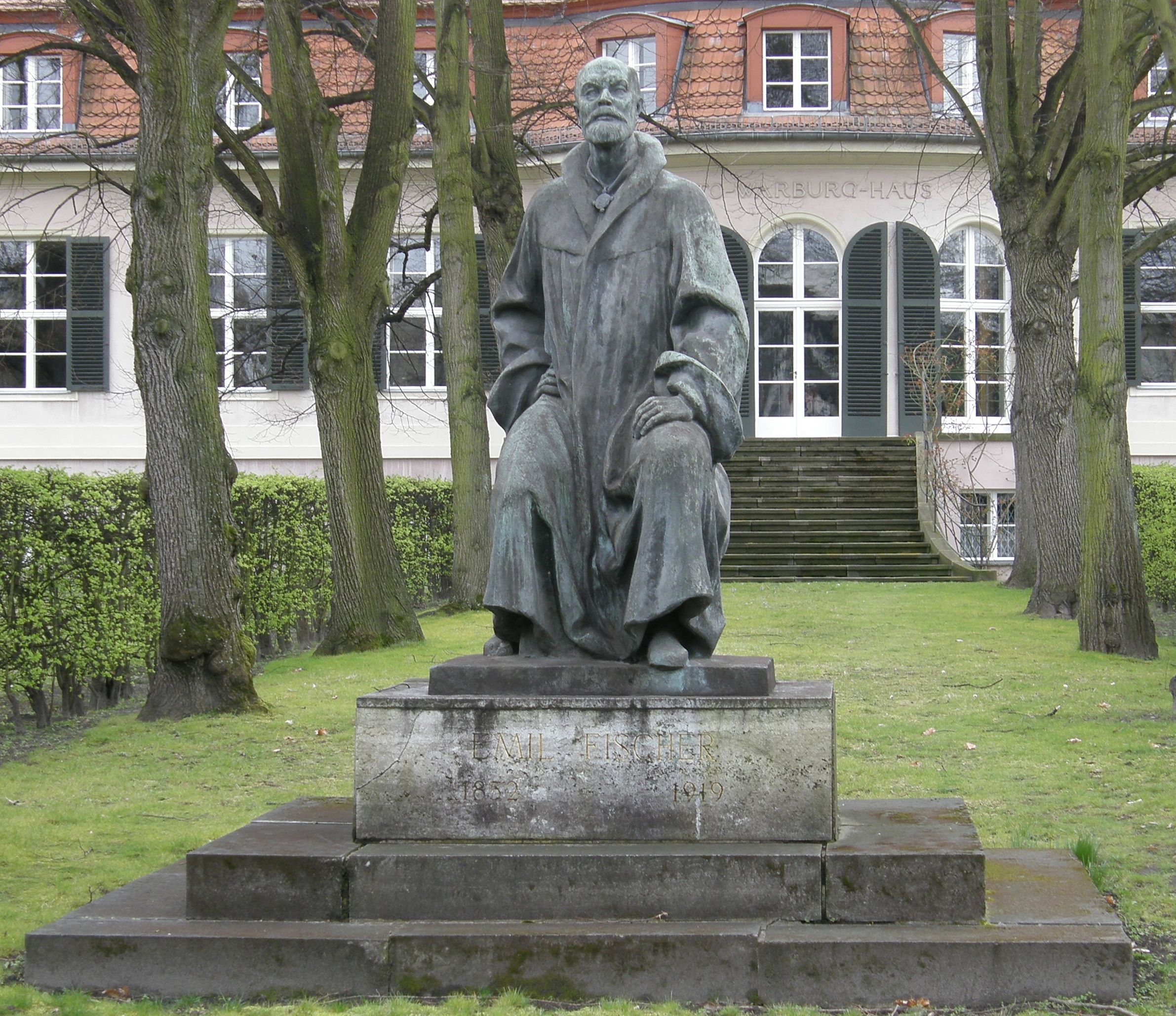
Denkmal Emil Fischers vor dem Otto-Warburg-Haus, jetzt Archiv der MPG

Das Archiv befindet sich in der Boltzmannstraße 14 am Gründungsort der KWG, dem heutigen Wissenschaftsstandort Dahlem. Dort ist es im Otto-Warburg-Haus direkt gegenüber dem Henry-Ford-Bau und der Universitätsbibliothek der Freien Universität Berlin untergebracht. Hier beherbergt es über 3500 Regalmeter Archivalien und den Bibliotheksbestand von 30.000 Bänden sowie 200 laufend gehaltenen Zeitschriften. Vor dem Archiv ist eine Statue des Chemikers und Mitbegründers der Kaiser-Wilhelm-Gesellschaft Emil Fischer aufgestellt.
Eine kleinere Außenstelle des Archivs befindet sich in München. Das Historische Archiv des Max-Planck-Institut für Psychiatrie sammelt dort zu psychiatriegeschichtlichen Fragen.